# Karen Roco
Karen Macarena Roco Aceituno (Constitución, 7 de octubre de 1986) es una deportista chilena que compite en piragüismo en la modalidad de aguas tranquilas. Ganó una medalla de plata en los Juegos Panamericanos de 2019 en la prueba de C2 500 m.
Es titulada de la carrera de Preparador Físico de la Universidad Santo Tomás (Talca).

## Primeros años
Entre 1996 y 1997, Roco comenzó a hacer canoa a los 10 años en su natal Constitución, donde asistió al Colegio Eduardo Martín Abejón, cuyo director era entonces el 
presidente de la Federación Chilena de Canotaje. Según los recuerdos de Roco, ella era una joven «muy inquieta» y los profesores solían enviarla a inspectoría. Sin embargo, el director decidió enviarla a un taller deportivo dedicado al piragüismo en momentos que, según Roco, aún no sabía nadar. De esa forma, todos sus «compañeros querían ir», lo que terminó constituyendo en ella un estímulo para iniciarse en el piragüismo.

## Carrera deportiva
El 29 de julio de 2019, Roco junto a María José Mailliard obtuvo una medalla de plata en los Juegos Panamericanos de 2019 en Lima.
El 18 de enero de 2021, Roco fue honrada en su natal Constitución por el entonces alcalde y Cecilia Pérez, entonces ministra de Deporte del segundo gobierno de Sebastián Piñera (2018−2022).
Compitió con Mailliard en los Juegos Olímpicos de Tokio 2020, donde terminaron en el noveno lugar en la prueba de C2 500 m.

### Palmarés
| Juegos Panamericanos | Juegos Panamericanos | Juegos Panamericanos | Juegos Panamericanos |
| Año                  | Lugar                | Medalla              | Competición          |
| -------------------- | -------------------- | -------------------- | -------------------- |
| 2019                 | Lima (Perú)          | Medalla de plata     | C2 500 m             |

## Carrera política
El 6 de agosto de 2021, se reveló que Roco se postulará para consejera regional de la Región del Maule en cupo por Evópoli, partido centroderechista de corte liberal.